# Itoplectis viduata
Itoplectis viduata là một loài tò vò trong họ Ichneumonidae.